# Rockport (Teksas)
Rockport je grad u američkoj saveznoj državi Teksas. Prema popisu stanovništva iz 2010. u njemu je živjelo 8.766 stanovnika.